# Kalamassery
Kalamassery è una suddivisione dell'India, classificata come municipality, di 63.176 abitanti, situata nel distretto di Ernakulam, nello stato federato del Kerala. In base al numero di abitanti la città rientra nella classe II (da 50.000 a 99.999 persone).

## Geografia fisica
La città è situata a 10° 01' 36 N e 76° 20' 27 E.

## Società

### Evoluzione demografica
Al censimento del 2001 la popolazione di Kalamassery assommava a 63.176 persone, delle quali 31.953 maschi e 31.223 femmine. I bambini di età inferiore o uguale ai sei anni assommavano a 6.424, dei quali 3.312 maschi e 3.112 femmine. Infine, coloro che erano in grado di saper almeno leggere e scrivere erano 53.372, dei quali 27.711 maschi e 25.661 femmine.